# Cyclopogon bidentatus
Cyclopogon bidentatus là một loài thực vật có hoa trong họ Lan. Loài này được (Barb.Rodr.) Szlach. mô tả khoa học đầu tiên năm 1993.